# Luigi Ricci (photographe)
 (mai 2020).
Si vous disposez d'ouvrages ou d'articles de référence ou si vous connaissez des sites web de qualité traitant du thème abordé ici, merci de compléter l'article en donnant les références utiles à sa vérifiabilité et en les liant à la section « Notes et références ».
Pour les articles homonymes, voir Ricci.
Luigi Ricci, né en 1823 à Ravenne et mort en 1896 dans la même ville, est un peintre, scénographe et photographe romantique italien du XIXe siècle. Il était scénographe d'opéras, comme Jeanne d'Aza, en 1861, Il trovatore, en 1869, et Faust, en 1872. Il était aussi reconnu comme « le plus grand photographe de Ravenne du XIXe siècle », et préférait la photographie de monuments et de mosaïques anciennes.

## Biographie
Né en 1823, Luigi Ricci commence sa formation artistique à l'Académie des beaux-arts de Bologne, qu'il fréquente de 1846 à 1850 sous la tutelle du comte Bentivoglio. Un an après sa formation, en 1851, ce dernier devient peintre-scénographe et parcours théâtres de Romagne, de Vénétie et des Marches. Vers la fin des années 1850, il devient photographe. Ses premières photographies notables sont prises à la célébration des 600 ans de la naissance de Dante Alighieri et possiblement lors de la cérémonie du pape Pie IX en 1857. Très tôt après avoir maîtrisé la photographie, Ricci se consacre à la photographie de bâtiments du patrimoine monumental, ayant compris le potentiel de ce type de photographie. Aux alentours de 1865, Ricci crée un laboratoire, où il expose dès 1869 un vaste catalogue de photographies des monuments de Ravenne et sa région. Sa campagne photographique la plus importante se situe vers 1880, date de l'exposition de son troisième catalogue de photographies.
Il était proche de l'archéologue Odoardo Gardella, chargé de l'éducation de son fils Corrado.
Après sa mort, le laboratoire a été pris en charge par sa femme, qui l'a cependant vendu peu après. Vers, 1930, la collection de photographies du laboratoire de Ricci constituait un patrimoine documentaire très important, puisqu'il s'agissait d'un rare vestige des monuments de Ravenne avant la restauration de 1897. Corrado a essayé de vendre la collection à la municipalité, mais sans succès. Après la mort de Corrado, toutes traces du catalogue de Ricci a été perdu, jusqu'aux années 1970, où le surintendance archéologique de Ravenne, sous la direction de Gino Pavan, a retrouvé les photographies et les a achetées. À la Bibliothèque Classense (en) de Ravenne, on peut aujourd'hui retrouver de nombreux positifs de la collection de Ricci.
Les photographies de Ricci se distinguaient de celles des autres par le numéro écrit au coin inférieur gauche, référence de la place de la photographie dans le catalogue. Beaucoup de ces dernières ont aussi été utilisées pour confectionner des cartes postales.